# Perdita crandalli
Perdita crandalli är en biart som beskrevs av Timberlake 1962. Perdita crandalli ingår i släktet Perdita och familjen grävbin. Inga underarter finns listade i Catalogue of Life.